# Список національних парків Алжиру
Це список національних парків Алжиру. На території Алжиру розташовано одиннадцять національних парків.

## Національні парки
| Назва           | Зображення             | Площа, км² | Утворено | Карта                                                                                            | Розташування                                                          |
| --------------- | ---------------------- | ---------- | -------- | ------------------------------------------------------------------------------------------------ | --------------------------------------------------------------------- |
| Ахаггар         | Ахаггар — фото         | 3800       | 1987     |                                                                                                  | 22°50′00″ пн. ш. 5°20′00″ сх. д. / 22.833333° пн. ш. 5.333333° сх. д. |
| Белезма         | Белезма — фото         | 262        | 1984     | Список національних парків Алжиру. Карта розташування: Алжир · Список національних парків Алжиру | 35°35′00″ пн. ш. 6°02′00″ сх. д. / 35.583333° пн. ш. 6.033333° сх. д. |
| Шреа            | Шреа — фото            | 260        | 1985     | Список національних парків Алжиру. Карта розташування: Алжир · Список національних парків Алжиру | 36°21′ пн. ш. 2°45′ сх. д. / 36.35° пн. ш. 2.75° сх. д.               |
| Джебель-Айса    | Джебель-Айса — фото    | 244        | 2003     | Список національних парків Алжиру. Карта розташування: Алжир · Список національних парків Алжиру | 32°52′27″ пн. ш. 0°28′38″ сх. д. / 32.874166° пн. ш. 0.477222° сх. д. |
| Джурджура       | Джурджура — фото       | 185        | 1983     | Список національних парків Алжиру. Карта розташування: Алжир · Список національних парків Алжиру | 36°27′47″ пн. ш. 4°10′41″ сх. д. / 36.463056° пн. ш. 4.178056° сх. д. |
| Ель-Кала        | Ель-Кала — фото        | 764        | 1983     | Список національних парків Алжиру. Карта розташування: Алжир · Список національних парків Алжиру | 36°49′00″ пн. ш. 8°25′00″ сх. д. / 36.816667° пн. ш. 8.416667° сх. д. |
| Гурайя          | Гурайя — фото          | 20         | 1984     | Список національних парків Алжиру. Карта розташування: Алжир · Список національних парків Алжиру | 36°46′00″ пн. ш. 5°06′00″ сх. д. / 36.766667° пн. ш. 5.1° сх. д.      |
| Тассілін-Адджер | Тассілін-Адджер — фото | 72 000     | 1972     | Список національних парків Алжиру. Карта розташування: Алжир · Список національних парків Алжиру | 25°10′00″ пн. ш. 8°10′00″ сх. д. / 25.166667° пн. ш. 8.166667° сх. д. |
| Таза            | Таза — фото            | 3807       | 1923     | Список національних парків Алжиру. Карта розташування: Алжир · Список національних парків Алжиру | 36°36′ пн. ш. 5°30′ сх. д. / 36.6° пн. ш. 5.5° сх. д.                 |
| Тенієт-ель-Хад  | Тенієт-ель-Хад — фото  | 36         | 1983     | Список національних парків Алжиру. Карта розташування: Алжир · Список національних парків Алжиру | 35°40′00″ пн. ш. 1°49′00″ сх. д. / 35.666667° пн. ш. 1.816667° сх. д. |
| Тлемсен         | Тлемсен — фото         | 82         | 1993     | Список національних парків Алжиру. Карта розташування: Алжир · Список національних парків Алжиру | 34°53′00″ пн. ш. 1°18′00″ сх. д. / 34.883333° пн. ш. 1.3° сх. д.      |